# هالستاهامار
شهر هالستاهامار (به سوئدی: Hallstahammar) در بخش هالستاهامار در کشور سوئد واقع شده‌است. جمعیت این شهر ۱۰۷۶٫۷۵  نفر است.